# Senticaudata
Senticaudata é uma das subordens dos crustáceos Amphipoda. Inclui cerca de 5000 espécies, o que representa mais de 50% da diversidade de anfípodes atualmente reconhecida.
Senticaudata foi separada da subordem tradicional Gammaridea por James K. Lowry e Alan A. Myers em 2013, como parte de um processo de reorganização da taxonomia superior de anfípodes. Agora também abrange os Caprellidea e Corophiidea anteriormente reconhecidos. A subordem é definida pela presença de fortes cerdas apicais no 1º e 2º urópodes.
A subordem contém grande parte da diversidade mundial de anfípodes de água doce, enquanto a maioria de suas espécies ainda são marinhas. Entre as principais superfamílias incluídas estão Gammaroidea, Crangonyctoidea, Talitroidea e Corophioidea.

## Taxonomia
Atualmente, as infraordens e superfamílias dos Senticaudata são:
- Infraordem Bogidiellida
  - Superfamília Bogidielloidea
- Infraordem Carangoliopsida
  - Superfamília Carangoliopsoidea
- Infraordem Corophiida
  - Superfamília Caprelloidea
  - Superfamília Aetiopedesoidea
  - Superfamília Isaeoidea
  - Superfamília Microprotopoidea
  - Superfamília Neomegamphoidea
  - Superfamília Photoidea
  - Superfamília Rakirooidea
  - Superfamília Aoroidea
  - Superfamília Cheluroidea
  - Superfamília Chevalioidea
  - Superfamília Corophioidea
- Infraordem Gammarida
  - Superfamília Gammaroidea
  - Superfamília Crangonyctoidea
  - Superfamília Allocrangonyctoidea
- Infraordem Hadziida
  - Superfamília Calliopioidea
  - Superfamília Hadzioidea
- Infraordem Talitrida
  - Superfamília Biancolinoidea
  - Superfamília Caspicoloidea
  - Superfamília Kurioidea
  - Superfamília Talitroidea